# 1656
1656 (MDCLVI) byl rok, který dle gregoriánského kalendáře započal sobotou a skončil v neděli a byl přestupný. Tento rok měl 1 pátek třináctého a to v říjnu.
Podle židovského kalendáře došlo k přelomu let 5416 a 5417. Podle islámského kalendáře započal dne 20. října rok 1067. 

## Události
- na Moravě proběhla tzv. lánová vizitace, obdoba berní ruly v Čechách
- v Anglii a Nizozemí se stává oblíbeným nápojem čokoláda

### Probíhající události
- 1635–1659 – Francouzsko-španělská válka
- 1652–1689 – Rusko-čchingská válka

## Věda a umění
- Christiaan Huygens objevuje zákon zachování momentu hybnosti

## Narození

#### Česko
- 16. ledna – Daniel Josef Mayer z Mayernu, kanovník u sv. Víta v Praze († 10. dubna 1733)
- 13. dubna – Karel Kolčava, dramatik a jezuitský katecheta († 30. července 1717)
- 28. května – Anton Florian z Lichtenštejna, lichtenštejnský kníže, nejvyšší hofmistr císaře Karla VI. († 11. října 1721)
- 19. června – František Josef Šlik, šlechtic († 4. prosince 1740)
- 06. září – pokřtěn Johann Caspar Ferdinand Fischer, český barokní hudební skladatel († 27. srpna 1746)
- 24. listopadu – Lorenzo Piccolomini, česko-italský šlechtic († 22. září 1714)
- neznámé datum
  - Pavel Ignác Bayer, český barokní architekt († 26. prosince 1733)
  - Cvi Aškenazi, židovský učenec a rabín († 2. května 1718)

#### Svět
- 12. ledna – François Le Fort, ruský státník a vojenský vůdce ženevského původu († 12. března 1699)
- 10. února – Ferdinand de Marsin, francouzský generál a diplomat († 9. září 1706)
- 16. února – Anthony Cary, 5. vikomt Falkland, britský šlechtic a politik († 24. května 1694)
- 30. března – pokřtěn Gottfried Pabst von Ohain, saský kurfiřtský vrchní výběrčí horního desátku († 19. července 1729)
- 23. dubna – Anton Egon z Fürstenbergu-Heiligenbergu, saský místodržitel († 10. října 1716)
- 31. května – Marin Marais, francouzský barokní hudebník, hráč na violu da gamba a hudební skladatel († 1728)
- 05. června – Joseph Pitton de Tournefort, francouzský botanik († 28. prosince 1708)
- 20. června – Johann Bernhard Fischer, rakouský barokní architekt a stavitel († 1723)
- 04. července – John Leake, britský admirál († 21. srpna 1720)
- 01. srpna – Jakub Xaver Ticin, lužickosrbský jezuita a jazykovědec († 17. dubna 1693)
- 06. září – Guillaume Dubois, francouzský kardinál a politik († 10. srpna 1723)
- 11. září – Ulrika Eleonora Dánská, dánská princezna, jako manželka Karla XI. švédská královna († 1693)
- 10. října – Nicolas de Largillière, francouzský barokní malíř († 20. března 1746)
- 08. listopadu – Edmund Halley, anglický astronom, geofyzik, matematik, meteorolog a fyzik († 1742)
- 11. prosince – Johann Michael Rottmayr, rakouský barokní malíř († 25. říjen 1730)
- neznámé datum
  - Giovanni Battista Triumfetti, italský lékař a botanik († 1708)
  - Nicolaas Heinsius mladší, nizozemský spisovatel († 12. ledna 1718)
  - Kateri Tekakwitha, americká světice († 17. dubna 1680)
  - Jean Galbert de Campistron, francouzský spisovatel a dramatik († 11. května 1723)
  - Jacob van Staverden, nizozemský barokní malíř († po 1716)
  - Thomas Herbert, 8. hrabě z Pembroke, britský státník a šlechtic († 22. ledna 1733)
  - Edward Villiers, 1. hrabě z Jersey, anglický politik a šlechtic († 25. srpna 1711)

## Úmrtí

#### Česko
- 22. května – Ferdinand Arnošt z Valdštejna, šlechtic (* kolem 1622)

#### Úmrtí
- 13. ledna – Jan van Goyen, nizozemský malíř-krajinář (* 13. ledna 1596)
- 22. ledna – Tomáš František Savojský, carignanský kníže, vojevůdce ve třicetileté válce (* 1595)
- 21. března – James Ussher, teolog, anglikánský arcibiskup, irský primas (* 4. ledna 1581)
- 25. dubna – Abaza Siyavuş Paša I., osmanský velkovezír (* ?)
- 27. dubna
  - Gerard van Honthorst, nizozemský malíř (* 4. listopadu 1592)
  - Jan van Goyen, nizozemský malíř krajin (* 13. ledna 1596)
- 10. června – Francesco Turini, italský raně barokní hudební skladatel (* 1589/95)
- 23. července – Mikuláš Henelius, slezský kronikář a syndikus (* 11. ledna 1582)
- 29. července – Andrea Falconieri, italský barokní skladatel a loutnista (* 1585/86)
- 11. srpna – Ottavio Piccolomini italský generál, velitel tělesné stráže Albrechta z Valdštejna (* 11. listopadu 1599)
- 12. září – Erasmo di Bartolo, italský hudební skladatel, varhaník a pedagog (* 1. července 1606)
- 21. září – Kristián II. Anhaltsko-Bernburský, německý šlechtic, válečník, překladatel a diarista (* 11. srpna 1599)
- 03. října – Myles Standish, anglický vojenský důstojník (* kolem 1584)
- 08. října – Jan Jiří I. Saský, saský kurfiřt (* 1585)
- 06. listopadu – Jan IV. Portugalský, první portugalský král z dynastie Braganza (* 1604)
- 12. prosince – Gabriel Bengtsson Oxenstierna, švédský hrabě a státník (* 18. června 1586)
- 20. prosince – David Beck, nizozemský malíř (* 25. května 1621)
- 29. prosince – Girolama Mazzarini, sestra kardinála Mazarina (* 5. prosince 1614)
- neznámé datum
  - Andrea Bolgi, italský sochař (* 1605)
  - Giovanni Battista Seni, italský astrolog a lékař (* cca 1600)
  - Meleki Hatun, osmanská dvorní dáma (* ?)

## Hlavy států
- České království – Ferdinand III.
- Svatá říše římská – Ferdinand III.
- Papež – Alexandr VII.
- Anglické království – Oliver Cromwell
- Francouzské království – Ludvík XIV.
- Polské království – Jan II. Kazimír
- Uherské království – Ferdinand III.
- Skotské království – Oliver Cromwell
- Chorvatské království – Ferdinand III.
- Rakouské arcivévodství – Ferdinand III.
- Osmanská říše – Mehmed IV.
- Perská říše – Abbás II.